# 朱正色 (萬曆甲戌進士)
朱正色（1539年—1606年），字應明，别號和陽，直隸順德府南和縣人，民籍，明朝政治人物。

## 生平
原籍山西榆次，永乐年间由朱伯瞻迁居南和。嘉靖四十年（1561年）辛酉科順天鄉試第一百十七名，會試第二百五十一名，萬曆二年（1574年）联捷甲戌科進士第三甲第一百二十九名。授河南偃師縣知縣，調汲縣，未赴任，改調湖廣江陵縣知縣，六年升南兵部車駕司主事，掌船政，八年升北車駕司員外郎，丁内憂歸。服闋，補武庫司員外郎，升陕西按察司佥事，兵备肅州，万历十六年五月升本省副使、分巡西宁。二十年三月升右佥都御史、巡撫寧夏贊理軍務。二十一年七月被吏科都给事中許弘綱弹劾，调南京别衙门。二十七年二月拾遗，被令致仕。卒年六十八。

## 家族
曾祖父朱鉞；祖父朱隆；父朱家卿。母王氏。子朱時萬，錦衣衛。